# Gnirshöhle
Die Gnirshöhle (früher Hohlefels, auch Hohler Fels, Hohler Felsen oder Friedrichshöhle) ist eine horizontale Karsthöhle im Brudertal bei Engen im Landkreis Konstanz. Untersuchungen an fossilen Knochen und Zähnen von Caniden haben gezeigt, dass Jäger-und-Sammler-Gruppen der sogenannten Cro-Magnon-Menschen hier bereits vor rund 15.000 Jahren begannen, Wölfe zu Haushunden zu domestizieren.

## Geographische Lage und Topographie

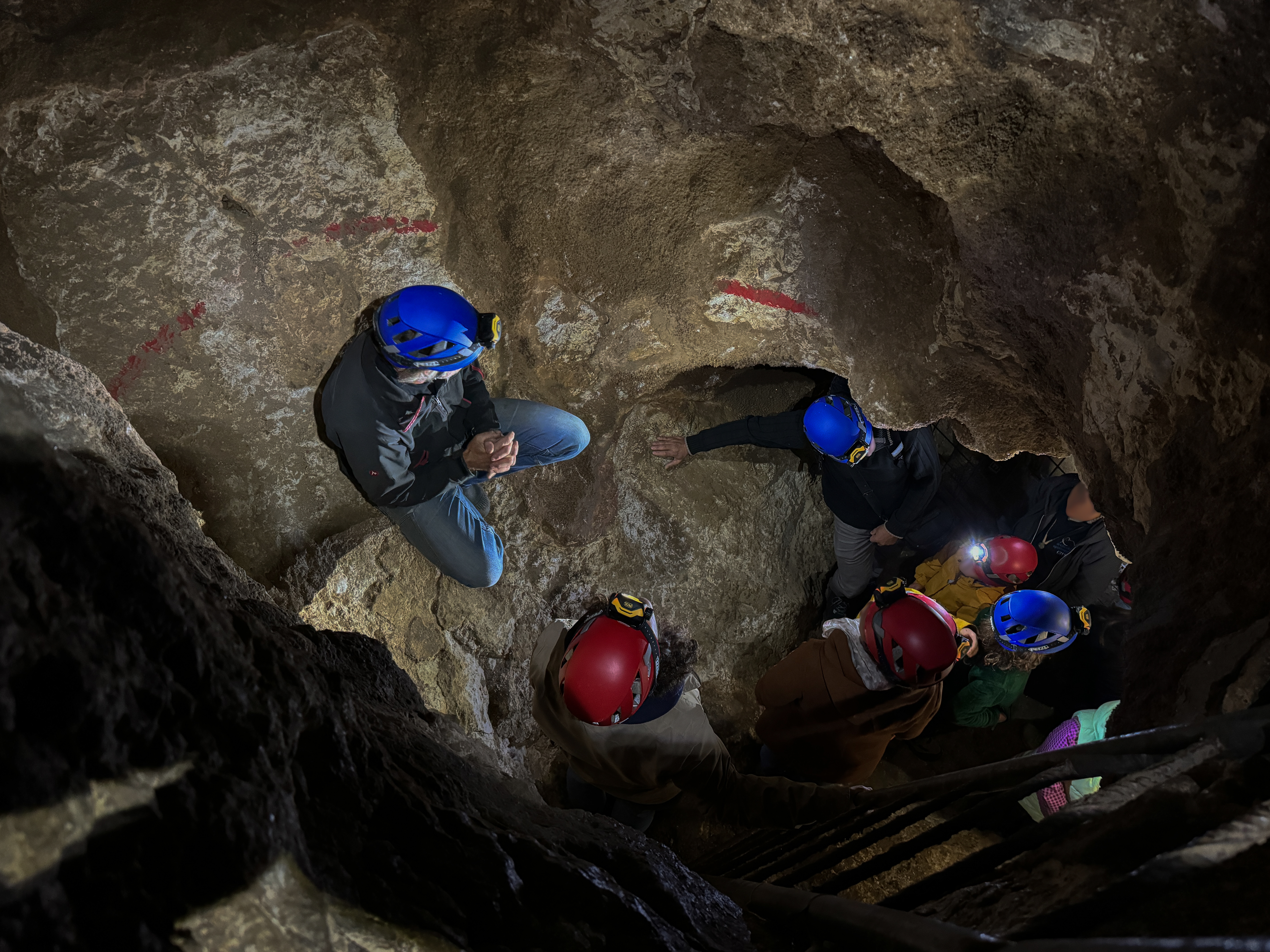
Eine Besuchergruppe mit Höhlenführer im vorderen Bereich der Fundstelle GN I

Die Gnirshöhle liegt rund 12 m über der Talsohle in der rechten Flanke des Brudertals, eines Trockentals im Hegau zwischen Engen und Bittelbrunn. Das Geotop ist seit 1983 als geschütztes Naturdenkmal ausgewiesen. Es liegt auf Flurstück 624/1 im Gewann Weinhalden auf der Gemarkung Bittelbrunn. Etwa 200 m südwestlich befinden sich die seit Ende der 1920er-Jahre bekannte Fundstelle Petersfels und rund 130 m südöstlich das Drexlerloch.
Das ovale Höhlenportal mit einem Durchmesser von 2 bis 2,7 m ist nach Südosten gerichtet. Der sich anschließende Hauptgang verläuft waagerecht nach rechts und in nördlicher Richtung in den Berg hinein, wo nach ca. 20 m ein Schacht abfällt. Hier führt eine Leiter mehrere Meter nach unten zu der Gnirshöhle I (Gn I) genannten Fundstelle. Der Höhlengang setzt sich in östlicher Richtung fort, wo er in eine kleine Halle mit Sinterterrassen mündet. Ein enger Durchgang führt in einen weiteren Raum, an dessen Ende die Höhle unpassierbar wird. Hier finden sich zahlreiche dünne Stalagmiten, die sogenannten Spaghetti.
In der Mitte des Hauptgangs zweigt ein weiterer Gang zunächst nach Westen aus, um nach 6 m in nördlicher Richtung in eine mehr als 2 m hohe und breite Kammer zu münden, in der die Fundstelle Gnirshöhle II (Gn II) liegt. An ihrem Ende fällt ein enger, niedriger Gang in gleicher Richtung weitere 10 m nach unten ab.

## Forschungsgeschichte

### Namensgebung
Benannt ist die Höhle nach Friedrich Gnirs, dem früheren Besitzer des Flurstücks, auf dem sich die Höhle befindet. Die 1927 von Eduard Peters verwendete Bezeichnung Hohlefels mit ihren zahlreichen Abwandlungen und der im Volksmund übliche Name Friedrichshöhle  wurden 1977 im Zuge der archäologischen Ausgrabungen verworfen und der erstmals 1936 schriftlich dokumentierte Name Gnirshöhle als amtliche Benennung festgelegt. Dadurch sollten weitere Verwechslungen mit zahlreichen gleichnamigen Höhlen ausgeschlossen werden (vgl. Friedrichshöhle, Hohlefels, Hohler Fels u. v. m.).

### Grabungen
In den Jahren 1927 und 1928 führte Eduard Peters, neben den Ausgrabungen am Petersfels, auch kleinere Grabungen in der Gnirshöhle durch. Die Ergebnisse veröffentlichte er in den beiden darauffolgenden Jahren in den Badischen Fundberichten („... Dies Loch wurde auch ausgeräumt, es enthielt nur Scherbenreste späterer Zeit. ...“). Diese Keramiken werden heute der Rössener- bzw. Urnenfelderkultur zugerechnet. In einem Tätigkeitsbericht von 1946 erwähnte er weitere Arbeiten in der Zeit vor Beginn des Zweiten Weltkriegs. Die dabei gemachten Streufunde „… lassen eindeutig ihre Zugehörigkeit zu den Kulturen des Petersfels erkennen.“ und stammten demnach aus dem Magdalénien. Sie wurden 1944 mit der von Peters betreuten Sammlung von Stuttgart nach Sigmaringen verlegt und dort nach Kriegsende von einrückenden Französischen Streitkräften in der Donau entsorgt.
Zwischen 1932 und 1936 erfolgen in der Höhle Ausräumungen durch den Besitzer Friedrich Gnirs und Begehungen durch den Singener Bezirkspfleger und Hobbyarchäologen O. Dreher. Sie fanden eine größere Anzahl Scherben aus jungsteinzeitlicher, keltischer, römischer und mittelalterlicher Zeit.
Nach der ersten Vermessung der Gnirshöhle am 11. Juli 1976 durch M. Wilhelm, hoben Mitglieder des Höhlenvereins Wiechs am Randen im darauffolgenden September und Oktober den verfüllten Schacht am nördlichen Ende der Höhle aus, mit dem utopischen Ziel, ihn bis auf den Durchfluss der Donau zur Aachquelle abzuteufen. Mit Zustimmung des Eigentümers und einer „Grabungserlaubnis“ der Stadt Engen, wurden die meterhohen Sedimente mit Schaufeln abgetragen und vor der Höhle aufgeschüttet. Größere Funde wie Steinartefakte, Schmuckschnecken, Geweihspäne und einen menschlichen Oberschenkelknochen meldete der Grabungsleiter D. Kupke zwar der Stadt Engen, von dort wurden die Informationen jedoch weder an das Landesamt für Denkmalpflege weitergegeben, noch an das Institut für Urgeschichte der Universität Tübingen. Erst bei einem Kontrollgang des Kreisarchäologen Jörg Aufdermauer (1935–2015) wurden die Funde bekannt und unmittelbar darauf der Zugang zur Höhle gesperrt. Zu diesem Zeitpunkt waren von einem Amateurarchäologen bereits Artefakte aus der Schutthalde entwendet worden, die er später für die wissenschaftlichen Bearbeitung zurückgab.

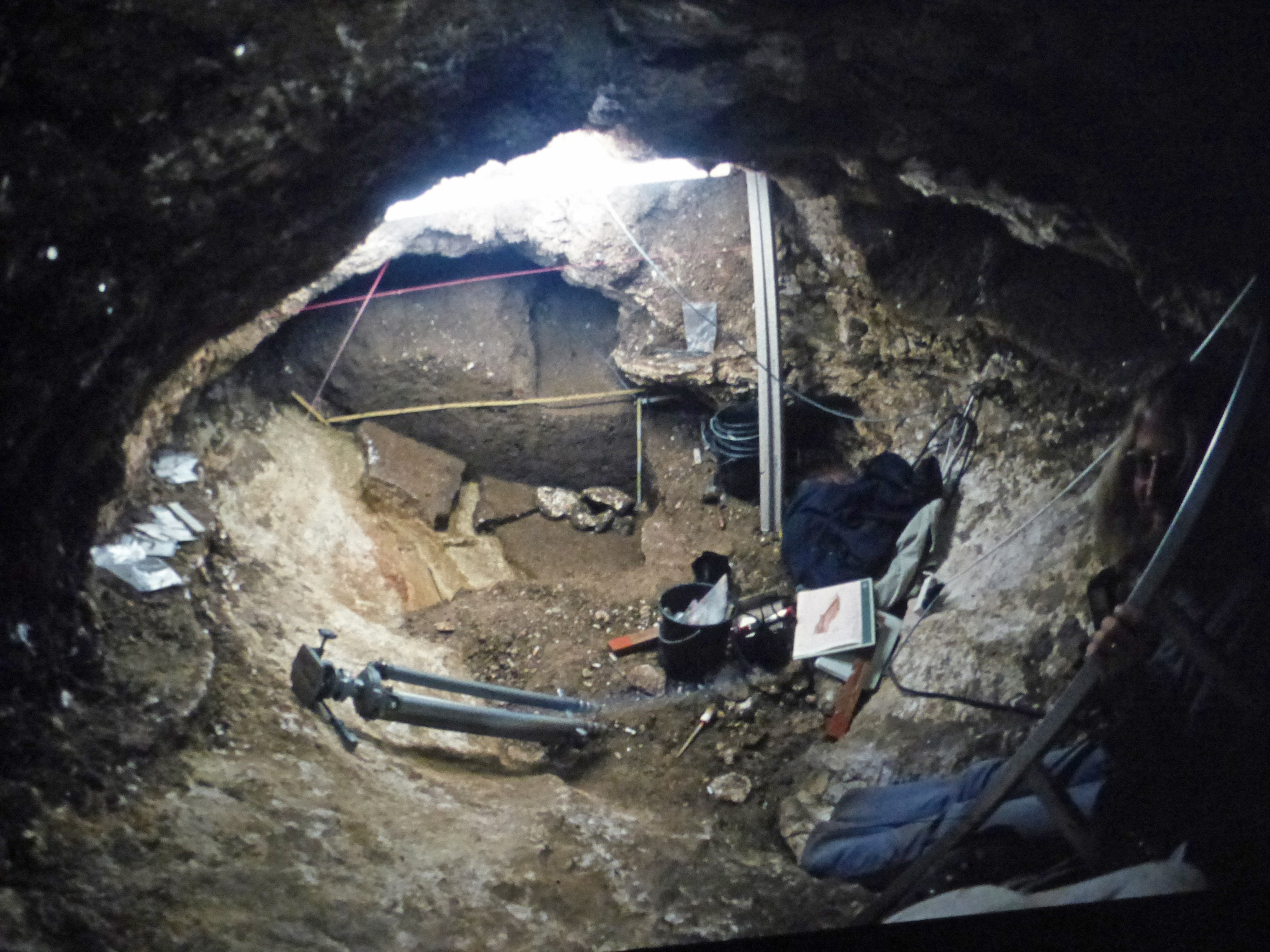
Der hinter dem Schacht nach Osten verlaufende Höhlengang mit dem Querprofil der Grabung 1977

Im Mai 1977 erfolgte unter der Leitung von Gerd Albrecht eine erste Grabungskampagne durch die Universität Tübingen im hinteren Bereich Gn I. Alle Sedimente aus dem magdalénienzeitlichen Wohnbereich und dem sich anschließenden Schacht waren durch den Höhlenverein ausgeräumt worden. Nur in dem nach Osten verlaufenden Gang stand noch eine etwa 7,5 m² große Fläche mit ursprünglichen Ablagerungen zur Verfügung, von der ein Drittel ausgegraben wurde.
Hier fanden sich Sedimente, Artefakte, Holzkohlen und Reste von Tieren, die von der pleistozänen Siedlungszone durch einen kleinen Spalt in dem verfüllten Schacht nach unten gerutscht waren.
Im darauffolgenden Jahr wurden die Arbeiten in GN I abgeschlossen und in GN II drei Straten mit Magdalénien-Inventar aufgedeckt. Diese Sedimente wurden 1979 in einer letzten Aktion bis auf den anstehenden Fels abgetragen. Seit dem Einbau von Absperrungen und einer Beleuchtungsanlage kann die Höhle von April bis September nach Anmeldung und während der Petersfelstage besichtigt werden.

### Funde und Erkenntnisse
Die Gnirshöhle wurde im Magdalénien von kleineren Menschengruppen für kurzfristige Aufenthalte genutzt. Reste von Kleinsäugern, Schneehase, Polarfuchs und Ren belegen das damals herrschende kalte Klima. Die geborgenen Steingeräte zeigen eine für diese Kulturstufe typische Ausprägung und bestehen überwiegend aus lokalem Hornstein oder alpinem Radiolarit, wie er beispielsweise in Moränenschottern vorkommt. Aus den wenigen vorhandenen Absplissen und retuschierten Rückenmessern lässt sich schließen, dass die Höhle nicht in erster Linie zur Steinbearbeitung oder im Sinne einer Jagdstation aufgesucht wurde. Der hohe Anteil an Bohrern, Kratzern und Sticheln sowie die Geräte und Halbfabrikate aus Knochen und Geweih (Nadeln in verschiedenen Bearbeitungsstadien, Geschossspitzen-Fragmente, Geweihspäne) deutet darauf hin, dass in der Höhle vor allem organische Materialien verarbeitet wurden. Aufgrund der kleinen Grabungsfläche und den wenigen verbliebenen Artefakten ist eine absolute Einordnung jedoch nicht möglich.
Mehrere wahrscheinlich aus dem Atlantik bzw. Pariser Becken stammende Muschelschalen und Schneckenhäuser weisen artifizielle Durchlochungen auf und dienten wahrscheinlich als Schmuckstücke bzw. Besatz für Kleidung.
Der rechte Oberschenkelknochen eines 20 bis 30 Jahre alten Mannes wies neben einer Knochenhautentzündung auch auffällige morphologische Ähnlichkeiten mit denen des Mannes von Oberkassel auf. Er stammte jedoch aus einer wesentlich jüngeren, etwa 5000 bis 7500 Jahre alten Schicht und sollte nach dem Anfertigen eines Replikats an der Universität Heidelberg mit der Radiokarbonmethode datiert werden. Durch den beim Abformen verwendeten Kunststoff war er jedoch so stark kontaminiert, dass keine Altersbestimmung möglich war. Durch die mehrfache Entnahme von Probenmaterial wurde der Femur zerstört und liegt heute nur noch als Abguss vor.

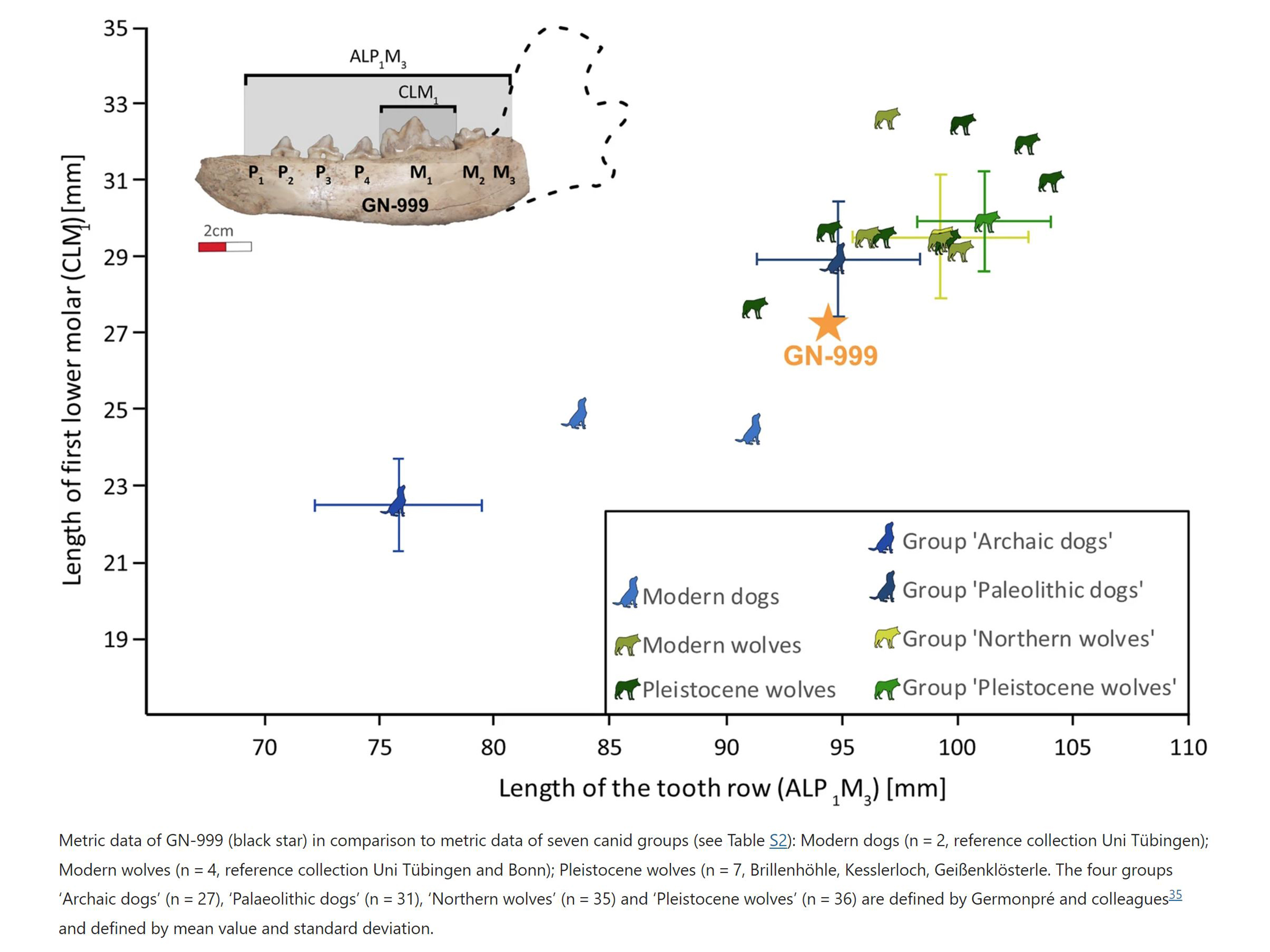
Grafische Darstellung eines Merkmals von GN-999 im Vergleich mit anderen Caniden-Gruppen

Auf mehreren Knochen von Ren, Pferd, Hase und anderen bejagten Tieren fanden sich Schnittspuren und Schlagmarken, auf den Caniden-Resten jedoch nicht. 65 Knochen und Zähne von Wolf bzw. Hund wurden ab 2017 in einem interdisziplinären Forschungsprojekt archäozoologisch, paläogenetisch und isotopisch untersucht und 5 der Objekte auf ein Alter von 15.500 bis 15.000 Jahre cal. BP datiert. Das Hauptaugenmerk lag auf dem rechten Unterkieferfragment (GN-999) eines jungen Tieres aus der Fundstelle GN I. Dessen Zähne stehen sehr eng und die Zahnwurzeln sind noch nicht vollständig geschlossen. Morphologisch und metrisch, also anhand der Form, Anordnung und Größe von Zähnen und Kieferknochen war eine eindeutige Zuordnung nicht möglich, das Fragment kann sowohl von einem Hund als auch einem kleineren Wolf stammen. Auch gelang es nach Auswertung der mitochondrialen DNA (mtDNA) nicht, die Caniden im Phylogenetischen Baum den heutigen Hunden oder einer eigenen Gruppe zuzuordnen. Vielmehr zeigt die hohe Diversität der mtDNA, dass die Tiere aus vielen unterschiedlichen Wolfslinien abstammten. Die Untersuchung der Kohlenstoff- und Stickstoff-Isotope belegte schließlich, dass sich die Ernährung der Caniden aus der Gnirshöhle deutlich von der wildlebender Wölfe unterschied. Man geht davon aus, dass sich die Tiere in einem ersten Stadium der Domestikation befanden und von Menschen angefüttert wurden. Der menschliche Einfluss auf deren Ernährung und Fortpflanzung war jedoch noch nicht so ausgeprägt, dass sich dieser in einer genetischen Isolation oder Domestikationserscheinungen an Skelettteilen (z. B. Größenminderung,  Schnauzenverkürzung mit Kulissenstellung der Backenzähne) hätte zeigen können.